# Nello Martellucci
Nello Martellucci (Messina, 18 settembre 1921 – Palermo, 27 dicembre 1997) è stato un politico italiano, due volte sindaco di Palermo all'inizio degli anni 80.

## Biografia
Martellucci nasce a Messina in una famiglia composta da otto figli in tutto. Il padre, di origini laziali, si era trasferito a Messina per prendere parte alla ricostruzione della città distrutta dal terremoto del 1908. Negli anni dell'adolescenza si trasferì a Palermo, dove si laureò in giurisprudenza e dove esercitò la professione di avvocato per cinquant'anni. 
Nel 1948 si iscrive al Partito Repubblicano Italiano, venendo eletto consigliere comunale a Palermo nell'ambito della giunta guidata dal neo-sindaco del capoluogo siciliano Gaspare Cusenza, fino a diventare consigliere per la polizia urbana. Nel 1964 aderì alla Democrazia Cristiana. In particolare si avvicinò alla corrente di Giulio Andreotti, il cui proconsole siciliano era Salvo Lima.
Viene eletto sindaco per la prima volta nel 1980 grazie ai voti di DC, PSDI e PRI. Accusato più volte di avere legami con Cosa Nostra, fu costretto a dimettersi nel 1983 su volontà del neo-segretario della DC Ciriaco De Mita, che voleva rimuovere dalle cariche istituzionali tutti gli uomini implicati in legami con la mafia. Fu rieletto per un breve periodo nell'ottobre 1984, nonostante la riluttanza nelle file interne del suo partito a causa delle accuse mosse da Nando dalla Chiesa di essere uno dei responsabili dell'omicidio di suo padre e rimase in carica per due mesi fino a dicembre di quell'anno.
Morì in un incidente stradale insieme alla moglie il 27 dicembre 1997, all'età di 76 anni.